# Lucilina hulliana
Lucilina hulliana is een keverslakkensoort uit de familie van de Chitonidae. De wetenschappelijke naam van de soort is voor het eerst geldig gepubliceerd in 1911 door Torr.